# Vuelta Ciclista del Paraguay
La Vuelta del Paraguay es una competencia ciclística que se disputa en ese país.
Ha contado por lo general con 3 o 4 etapas y la primera edición se realizó en 1993. Ininterrumpidamente se disputó hasta 1999 y un año después se realizó su primera cancelación para volver en 2001 y suspenderse otra vez, sobre todo por motivos económicos.
En ese primer período, paraguayos y uruguayos dominaron la prueba con 3 conquistas para cada país 
Luego de 9 años sin llevarse a cabo la prueba, volvió a realizarse en 2010. Esta vez incluida con la categoría 2.2 en el calendario internacional del UCI America Tour y fue denominada Vuelta Bicentenario del Paraguay al conmemorarse los 200 años de la independencia de ese país.

## Palmarés
| Año       | Ganador                 | Segundo                 | Tercero                 |
| --------- | ----------------------- | ----------------------- | ----------------------- |
| 1993      | Walter Castelassi       |                         |                         |
| 1994      | Ademir Scaloni          |                         |                         |
| 1995      | Luis Moyano             |                         |                         |
| 1996      | Robertson Figuereido    |                         |                         |
| 1997      | Primo Santi             |                         |                         |
| 1998      | Gustavo Figueredo       |                         |                         |
| 1999      | Ricardo Guedes          |                         |                         |
| 2001      | Eber Moreno             |                         |                         |
| 2002-2009 | ediciones no realizadas | ediciones no realizadas | ediciones no realizadas |
| 2010      | Luis Alberto Martínez   | Gabriel Richard         | Jorge Soto              |
| 2011-2013 | ediciones no realizadas | ediciones no realizadas | ediciones no realizadas |
| 2014      | Alcides Vieira          | Geovani Fernández       | Maximiliano Caíno       |

## Palmarés por países
| País      | Victorias |
| --------- | --------- |
| Uruguay   | 4         |
| Paraguay  | 3         |
| Brasil    | 1         |
| Argentina | 1         |